# Xenophrys wuliangshanensis
Xenophrys wuliangshanensis — вид жаб родини Megophryidae.

## Поширення
Вид зустрічається у провінції Юньнань (Китай) і у штаті Нагаленд (Індія) та на значній території М'янми.

## Опис
Xenophrys wuliangshanensis це невелика жабка: максимальна довжина тіла сягає 41 мм.